# Madonna z Dzieciątkiem i świętymi (obraz Domenica Veneziana)
Madonna z Dzieciątkiem i świętymi, też Ołtarz św. Łucji (wł. Pala di Santa Lucia de’ Magnoli) – obraz włoskiego malarza Domenica Veneziana.

## Opis obrazu
Dzieło zostało namalowane ok. 1445 roku dla kościoła Santa Lucia dei Magnolii we Florencji. Pierwotnie ołtarz składał się z głównej sceny z Madonną z Dzieciątkiem i świętymi oraz pięciu mniejszych obrazów, umieszczonych na predellii. Jest jednym z najwcześniejszych w malarstwie florenckim przykładów sacra conversazione (święta rozmowa). Dzięki potrójnej arkadzie wspartej na kolumnach i nisz sklepionych konchami, wykorzystywanych dotychczas do oddzielenia kwater z wizerunkami świętymi na ołtarzach, Veneziano nawiązał do tradycyjnego poliptyku. Malarz połączył tu różne tendencje w ówczesnym malarstwie: realizmu poprzez odtworzeniu światła, geometrii układu kompozycji, perspektywy oraz pobożności. Pierwotnie obraz posiadał oryginalne obramowanie pełniące rolę okna, przez które widz mógł oglądać przedstawioną scenę.
W centralnym punkcie obrazu znajduje się Matka Boża siedząca na skromnym tronie w loggii, trzymająca na kolanach stojące Dzieciątko. Obok niej stoją czterech święci: Jan Chrzciciel ukazany po lewej stronie w charakterystycznych dla niego skromnych szatach z pastorałem. Postać ta jako jedyna skierowana jest do widza przodem i wskazuje na Marię, która również spogląda na niego. Ten gest symbolizował rolę Jana jako proroka wieszczącego nadejście Chrystusa. Obok stoi św. Franciszek, ukazany w habicie mnicha i pogrążony w czytaniu. Po prawej stronie stoi św. Zenobiusz, ukazany w trzech czwartych, patron Florencji oraz św. Łucja ukazana z profilu, z palmą męczennicy. Wybór świętych był uzależniony od fundatora i przeznaczenia obrazu.